# Harry Clifford Northcott
Harry Clifford Northcott (* 16. Oktober 1890 in Exeter, Ontario, Kanada; † 18. Juli 1976) war ein amerikanischer methodistischer Geistlicher und Bischof.

## Leben
Kurz nach seiner Geburt zogen seine Eltern, James Harvey Northcott und Emily geb. Patey, 1890 von Kanada in die USA. Er studierte an der Northwestern University, wo er 1919 einen M.A. erlangte, ferner am Garrett Biblical Institute in Evanston, Illinois, dort wurde er 1921 Bachelor der Theologie. 1929 promovierte er in Theologie an der Illinois Wesleyan University.
Von 1917 bis 1918 arbeitete er als Seelsorger in einer Methodistengemeinde in Elmhurst, Illinois. 1919 wurde er zum Pastor der methodistischen Kirche ordiniert. Von 1919 bis 1921 war er Hilfsprediger in Chicago, danach bis 1923 Pastor der Parkside Church in Chicago und von 1928 bis 1948 Pastor in Champaign. 
Im Juli 1948 wurde er in Indianapolis als Bischof der Methodist Church (einer Vorgängerkirche der United Methodist Church) eingeführt und war bis 1960 Bischof für den Kirchenbezirk Wisconsin. Er war Vorsitzender der Kommission für das Diakonische Werk der Methodistischen Kirche und Mitglied der Kommission für die Seelsorge.
Am 14. Juni 1917 heiratete er Florence Engle. Der Ehe entstammte eine Tochter.